# Melissa Wu
Pour les articles homonymes, voir Wu.
Melissa Paige Wu, née le 3 mai 1992 à Penrith, est une plongeuse australienne.

## Carrière
Lors des Jeux olympiques d'été de 2008 à Pékin, Melissa Wu, qui est alors la plus jeune sportive de la délégation australienne, remporte avec Briony Cole la médaille d'argent de l'épreuve du haut-vol à 10 mètres synchronisé. Elle se classe aussi sixième de l'épreuve individuelle de haut-vol à 10 mètres lors de ces Jeux. Quatre ans plus tard, à Londres, elle termine quatrième du concours olympique de haut-vol à 10 mètres.